# Appellationsgericht Ratibor

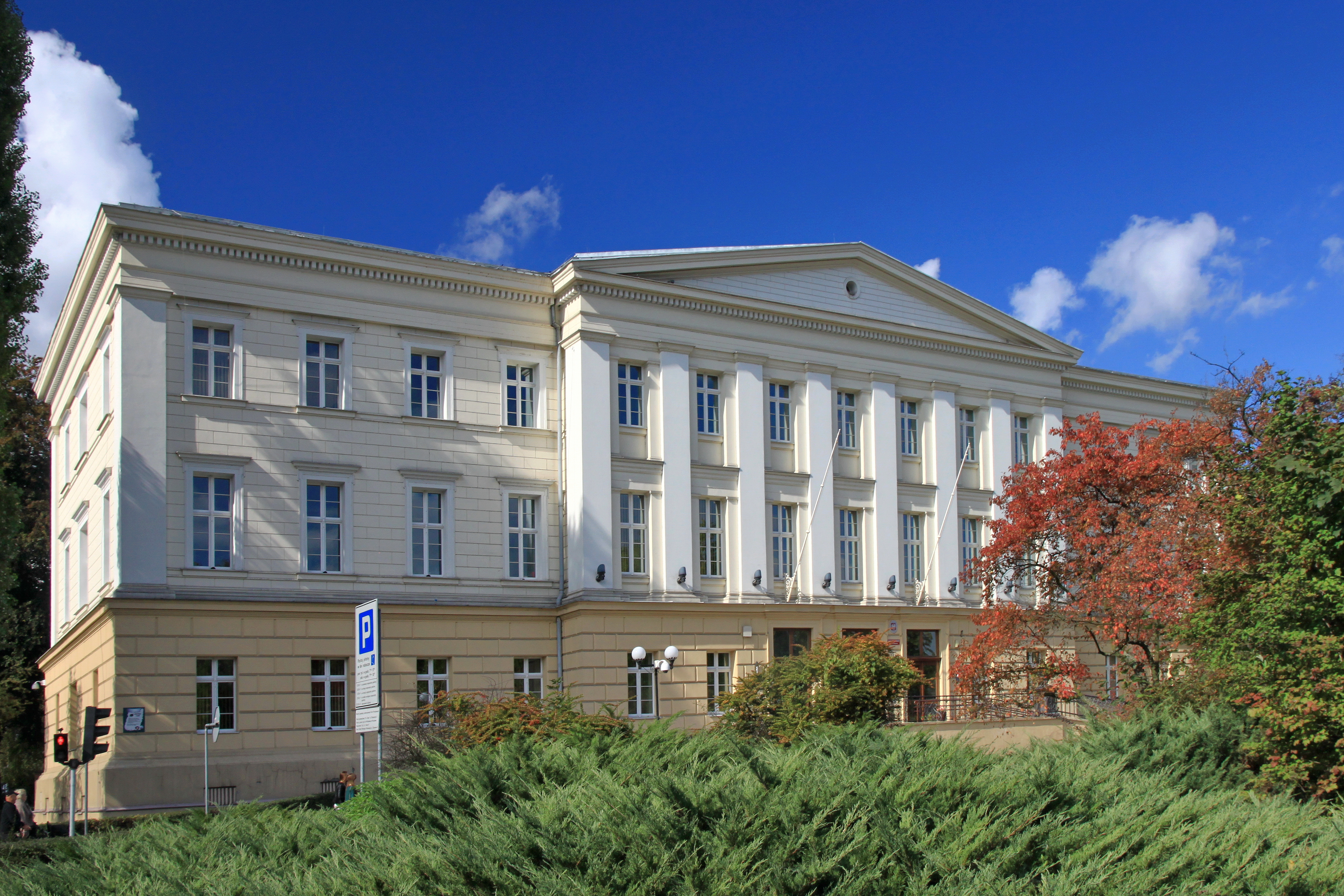
Appellationsgerichtsgebäude

Das Appellationsgericht Ratibor war zwischen 1849 und 1879 ein preußisches Appellationsgericht mit Sitz in Ratibor.

## Geschichte
In Ratibor bestand bis 1849 das Oberlandesgericht Ratibor als Mittelgericht. Die „Verordnung über die Aufhebung der Privatgerichtsbarkeit und des eximierten Gerichtsstandes sowie über die anderweitige Organisation der Gerichte“ vom 2. Januar 1849 hob die Patrimonialgerichtsbarkeit auf. Gleichzeitig wurde das Appellationsgericht Ratibor als Nachfolger des Oberlandesgerichtes geschaffen. Dem Appellationsgericht Ratibor waren die Kreisgerichte nachgelagert, die grundsätzlich je Landkreis eingerichtet wurden. Dem Appellationsgericht Ratibor war das Oberappellationsgericht Berlin übergeordnet.
Mit den Reichsjustizgesetzen wurden die Gerichte im Deutschen Reich vereinheitlicht. Das Appellationsgericht Ratibor wurde 1879 aufgehoben. Neu eingerichtet wurde nun das Landgericht Ratibor im Bezirk des Oberlandesgerichtes Breslau.

## Sprengel
Der Sprengel des Appellationsgerichtes Ratibor umfasste den Regierungsbezirk Oppeln. Es bestanden dort 16 Kreisgerichte in 4 Schwurgerichtsbezirken.
| Kreisgericht                | Sitz           | Schwurgerichtsbezirk | Gerichtskommissionen/deputationen                 |
| --------------------------- | -------------- | -------------------- | ------------------------------------------------- |
| Kreisgericht Beuthen        | Beuthen        | Beuthen              | Gerichtsdeputation in Myslowitz, Tarnowitz        |
| Kreisgericht Cosel          | Cosel          | Ratibor              |                                                   |
| Kreisgericht Creutzburg     | Creutzburg     | Oppeln               | Gerichtskommission in Pitschen                    |
| Kreisgericht Falkenberg     | Falkenberg     | Neisse               |                                                   |
| Kreisgericht Gleiwitz       | Gleiwitz       | Beuthen              | Gerichtskommissionen in Peiskretscham, Tost       |
| Kreisgericht Grottkau       | Grottkau       | Neisse               | Gerichtskommission in Ottmachau                   |
| Kreisgericht Leobschütz     | Leobschütz     | Ratibor              | Gerichtskommissionen in Bauerwitz, Katscher       |
| Kreisgericht Lublinitz      | Lublinitz      | Beuthen              | Gerichtskommission in Guttentag                   |
| Kreisgericht Neisse         | Neisse         | Neisse               | Gerichtskommissionen in Patschkau, Ziegenhals     |
| Kreisgericht Neustadt       | Neustadt       | Neisse               | Gerichtskommission in Oberglogau                  |
| Kreisgericht Oppeln         | Oppeln         | Oppeln               | Gerichtskommissionen in Carlsruhe, Krappitz, Kupp |
| Kreisgericht Pleß           | Pleß           | Beuthen              | Gerichtskommissionen in Neu-Berun, Nicolai        |
| Kreisgericht Ratibor        | Ratibor        | Ratibor              | Gerichtskommission in Hultschin                   |
| Kreisgericht Rosenberg      | Rosenberg      | Oppeln               | Gerichtskommission in Landsberg                   |
| Kreisgericht Rybnik         | Rybnik         | Oppeln               | Gerichtskommissionen in Loslau, Sohrau            |
| Kreisgericht Groß-Strehlitz | Groß-Strehlitz | Oppeln               | Gerichtskommission in Ujest                       |

## Richter
- August Wentzel (Chefpräsident ab 1852)
- Ludwig Friedrich Heinrich Holzapfel (Erster Präsident 1863 bis 1870)[2]